# Hereafter
Hereafter (bra: Além da Vida; prt: Hereafter - Outra Vida) é um filme norte-americano de 2010, dos gêneros drama, suspense e fantasia, dirigido por Clint Eastwood, com roteiro de Peter Morgan.

## Elenco
- Matt Damon como George
- Cécile de France como Marie [nota 1]
- Lyndsey Marshal como Jackie[nota 2]
- Thierry Neuvic como Didier
- Frankie e George McLaren como Marcus e Jason (irmãos gêmeos)
- Bryce Dallas Howard[7] como Melanie
- Mylène Jampanoï
- Jenifer Lewis=[8] como Candace

## Recepção
No agregador de críticas dos Estados Unidos, o Rotten Tomatoes, na pontuação onde a equipe do site categoriza as opiniões da  grande mídia e da mídia independente apenas como positivas ou negativas, o filme tem um índice de aprovação de 47% calculado com base em 236 comentários dos críticos. Por comparação, com as mesmas opiniões sendo calculadas usando uma média aritmética ponderada, a nota alcançada é 5,7/10 com o consenso dizendo que "apesar de uma premissa instigante e do talento típico de Clint Eastwood como diretor (...) não consegue gerar muito drama convincente, atravessando a linha entre sentimentalismo pungente e tédio piegas."
Em outro agregador de críticas também dos Estados Unidos, o Metacritic, que calcula as notas das opiniões usando somente uma média aritmética ponderada de determinados veículos de comunicação em maior parte da grande mídia, tem uma pontuação de 56/100, alcançada com base em 42 avaliações da imprensa anexadas no site, com a indicação de "revisões mistas ou neutras".

## Prêmios e indicações
| Prêmio     | Categoria                | Recipiente                                                    | Resultado |
| ---------- | ------------------------ | ------------------------------------------------------------- | --------- |
| Oscar 2011 | Melhores efeitos visuais | Michael Owens, Bryan Grill, Stephan Trojansky and Joe Farrell | Indicado  |